# عمر السحيباني
عمر محمد السحيماني مواليد 23 مايو 1998 في ، السعودية، هو لاعب كرة قدم سعودي لعب سابقاً في نادي النجمة.